# Allan Saint-Maximin
Allan Irénée Saint-Maximin (født 12. marts 1997) er en fransk professionel fodboldspiller, som spiller for Süper Lig-klubben Fenerbahçe, hvor han er lånt til fra Al-Ahli.

## Klubkarriere

### Saint-Étienne
Saint-Maximin kom igennem Saint-Étiennes ungdomsakademi, og gjorde sin professionelle debut med klubben den 1. september 2013 i en alder af kun 16 år.

### Monaco
Saint-Maximin skiftede i juli 2015 til Monaco. Han blev med det samme udlejet til tyske Hannover 96 for 2015-16 sæsonen. Han blev igen udlejet ved 2016-17 sæsonen, denne gang til Bastia.

### Nice
Saint-Maximin skiftede i august 2017 til OGC Nice på en permanent aftale.

### Newcastle United
Saint-Maximin skiftede i august 2019 til Newcastle United. Han spillede over de næste fire sæsoner mere end 100 gange for klubben.

### Al-Ahli
Saint-Maximin skiftede i juli 2023 til saudiarabiske Al-Ahli.

#### Leje til Fenerbahçe
Saint-Maximin skiftede i juli 2024 til Fenerbahçe på en lejeaftale.

## Landsholdskarriere
Saint-Maximin har repræsenteret Frankrig på flere ungdomsniveauer.

## Privat
Saint-Maximin er født i Paris til en far fra Guadeloupe og en mor fra Fransk Guyana.